# Shidaiqu
Shidaiqu (en chino tradicional, 時代曲; pinyin, shídàiqǔ; Wade-Giles, shih2 tai4 chʻü3; jyutping, si4 doi6 kuk1) es un tipo de música popular china que es una fusión de folklore chino, jazz estadounidense y música de películas de Hollywood que se originó en Shanghai en la década de 1920.

## Terminología
El término shídàiqǔ (時代曲) se traduce literalmente como «canciones de la época» en chino mandarín. Cuando se canta en cantonés, suele denominarse jyut6 jyu5 si4 doi6 kuk1 (粵語時代曲); en amoyés, se conoce como Hā-gú sî-tāi-khiok (廈語時代曲). Estos términos incorporan los nombres nativos de estas lenguas o dialectos. Se cree que el término shídàiqǔ se originó en Hong Kong para describir un género de música popular china que ganó prominencia en Shanghái entre principios y mediados del siglo XX. Este género surgió como una fusión de melodías tradicionales chinas, elementos musicales occidentales e influencias del jazz y la música popular de la época.

## Musicalidad
Shidaiqu es un tipo de música de fusión que utiliza instrumentos musicales de jazz (castañuelas, maracas). Las canciones se cantaban en un estilo infantil y agudo.

## Historia

### Orígenes y popularización

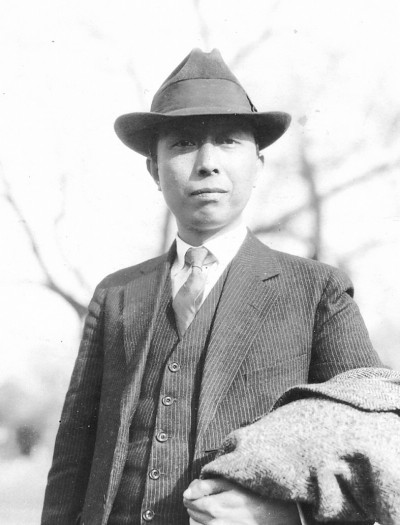
Li Jinhui, famoso compositor de canciones del género Shidaiqu.

La música shidaiqu tiene sus raíces tanto en la música folclórica tradicional china como en la introducción del jazz occidental durante los años en que Shanghái estaba bajo la Concesión Internacional de Shanghái. En la década de 1920, la élite intelectual de Shanghái y Pekín acogió la afluencia de música y películas occidentales que entraron a través del comercio. Los primeros clubes de jazz de Shanghái sirvieron inicialmente como salones de baile para la élite occidental. A partir de la década de 1920, el shidaiqu entró en la corriente principal de la música popular. La canción pop china «Drizzle» fue compuesta por Li Jinhui hacia 1927 y cantada por su hija Li Minghui. La canción ejemplifica el shidaiqu temprano en su fusión de jazz y música folclórica china: la melodía es del estilo de una melodía folclórica pentatónica tradicional, pero la instrumentación es similar a la de una orquesta de jazz estadounidense.
El shidaiqu alcanzó su máxima popularidad en la década de 1940. Famosos músicos de jazz de Estados Unidos y China actuaban en salas de baile abarrotadas. Las cantantes chinas eran cada vez más populares. El shidaiqu era visto como un símbolo de modernidad, punto de unión entre oriente y occidente, clubes nocturnos como el Paramount Dance Hall se convirtieron en punto de encuentro de hombres de negocios de países occidentales y de orientales.

### Declive
Durante las décadas previas al Gran Salto Adelante, la reputación del shidaiqu fuera de su público objetivo fue degradante. A pesar de que algunas de las canciones pretendían construir la nación, el gobierno consideraba el shidaiqu «música amarilla» y lo calificaba de «pornográfico y comercial». En 1952, el Partido Comunista Chino prohibió los clubes nocturnos y la producción de música popular. Durante este periodo, se buscaron y destruyeron instrumentos de estilo occidental. Los músicos de jazz chinos no fueron rehabilitados hasta décadas después. La tradición se trasladó entonces a Hong Kong y alcanzó su apogeo entre los años 50 y finales de los 60, donde muchos artistas encontraron refugio como Zhang Lu que migró en 1952.

### Renacimiento
Aunque la tradición siguió prosperando en Taiwán y Hong Kong, el shidaiqu volvió a ganar popularidad en la China continental durante la década de 1980. Shanghái se abrió por primera vez tras la Segunda Guerra Mundial y el interés por lo que antes era música prohibida alcanzó su punto álgido. Los músicos supervivientes fueron invitados a tocar de nuevo en los vestíbulos de los hoteles y los músicos pop empezaron a versionar canciones famosas, como la versión de 1978 de Teresa Teng de The Evening Primrose, de Li Xianglan. En años más recientes, el proyecto llamado Shanghai Restoration Project  ha rescatado estas canciones para crear música electrónica.

## Artistas destacadas
- Bai Guang 白光
- Bai Hong 白虹
- Billie Tam 蓓蕾
- Carrie Koo Mei 顧媚
- Chang Loo 張露
- Chen Juan-juan 陳娟娟
- Deng Baiying 鄧白英
- Deng Xiaoping 鄧小萍
- Grace Chang 葛蘭
- Gong Qiuxia 龔秋霞
- Hua Yibao 華怡保 or Ruby Wah
- Kuang Yuling 鄺玉玲
- Li Li-hwa 李麗華
- Li Lili 黎莉莉
- Li Xianglan 李香蘭
- Liang Ping 梁萍
- Ling Po 凌波
- Liu Yun 劉韻
- Mona Fong 方逸華
- Poon Sow Keng 潘秀瓊
- Rebecca Pan 潘迪華
- Ouyang Feiying 歐陽飛鶯
- Tsin Ting 靜婷
- Tsui Ping 崔萍
- Tung Pei-pei 董佩佩
- Wang Renmei 王人美
- Wei Xiuxian 韋秀嫻
- Wong Ling 黃菱
- Wu Yingyin 吳鶯音
- Xia Dan 夏丹
- Xia Peizhen 夏佩珍
- Yao Lee 姚莉
- Yao Min 姚敏
- Yeh Feng 葉楓
- Yeh Meng
- Yi Min 逸敏
- Zhou Xuan 周璇